# Marta Swiechowska
Marta Swiechowska (née Haładyn le 8 janvier 1988 à Wrocław) est une joueuse de volley-ball polonaise. Elle mesure 1,80 m et joue au poste de passeuse. 

## Clubs
| Club                 | De        | À         |
| -------------------- | --------- | --------- |
| Gwardia Wrocław      | 1999-2000 | 2008-2009 |
| MKS Dąbrowa Górnicza | 2009-2010 | 2010-2011 |
| Impel Wrocław        | 2011-2012 | 2012-2013 |
| NawaRo Straubing     | 2013-2014 | 2016-2017 |
| TV Dingolfing        | 2017-2018 | …         |